# Tang Jiuhong
Tang Jiuhong (chinesisch 唐九紅 / 唐九红, Pinyin Táng Jiǔhóng, * 14. Februar 1969 in Anhua, Yiyang, Provinz Hunan) ist eine ehemalige Badmintonspielerin aus der Volksrepublik China.

## Karriere
Tang Jiuhong gewann 1992 bei ihrer einzigen Olympiateilnahme Bronze im Dameneinzel. Siegreich war sie unter anderem bei den Asienspielen 1990 und bei den All England 1992. 1991 wurde sie Weltmeisterin im Dameneinzel.

## Sportliche Erfolge
| Saison | Veranstaltung         | Disziplin   | Platz | Name                     |
| ------ | --------------------- | ----------- | ----- | ------------------------ |
| 1989   | Thailand Open         | Dameneinzel | 1     | Tang Jiuhong             |
| 1989   | China Open            | Dameneinzel | 1     | Tang Jiuhong             |
| 1989   | Swiss Open            | Damendoppel | 1     | Huang Hua / Tang Jiuhong |
| 1989   | Swiss Open            | Dameneinzel | 1     | Tang Jiuhong             |
| 1989   | Weltmeisterschaft     | Dameneinzel | 3     | Tang Jiuhong             |
| 1989   | Denmark Open          | Dameneinzel | 1     | Tang Jiuhong             |
| 1990   | Singapur Open         | Dameneinzel | 1     | Tang Jiuhong             |
| 1990   | Asienspiele           | Dameneinzel | 1     | Tang Jiuhong             |
| 1990   | Denmark Open          | Dameneinzel | 1     | Tang Jiuhong             |
| 1991   | Hong Kong Open        | Dameneinzel | 2     | Tang Jiuhong             |
| 1991   | Asian Cup             | Dameneinzel | 1     | Tang Jiuhong             |
| 1991   | Finnish International | Dameneinzel | 1     | Tang Jiuhong             |
| 1991   | Weltmeisterschaft     | Dameneinzel | 1     | Tang Jiuhong             |
| 1992   | Swedish Open          | Dameneinzel | 1     | Tang Jiuhong             |
| 1992   | Olympia               | Dameneinzel | 3     | Tang Jiuhong             |
| 1992   | All England           | Dameneinzel | 1     | Tang Jiuhong             |
| 1993   | Weltmeisterschaft     | Dameneinzel | 3     | Tang Jiuhong             |